# Wyemühle
Die Wyemühle war eine an der Gelderner Fleuth gelegene Wassermühle in der Stadt Kevelaer mit unterschlächtigem Wasserrad.

## Geographie
Die Wyemühle hatte ihren Standort an der Gelderner Fleuth, Am Mühlenwasser, im Ortsteil Wetten, in der Stadt Kevelaer, Kreis Kleve, in Nordrhein-Westfalen.
Die Gelderner Fleuth hat hier eine Höhe von ca. 24 m über NN. Die Pflege und Unterhaltung des Gewässers obliegt dem Niersverband, der in Viersen seinen Sitz hat.

## Geschichte
Der Standort der Wyemühle war der Wyehof. Er war geldrisches Lehen und wahrscheinlich mit dem Weysenhof auf der Tranchotkarte identisch. 1326 gehörten Hof und Mühle einem Henken van den Wy. Im 16. und 17. Jahrhundert war der Besitz ein Afterlehen von Haus Vlassrath. Der letzte bekannte Lehensbrief wurde 1791 auf Graf Hoensbroich ausgestellt.

## Galerie

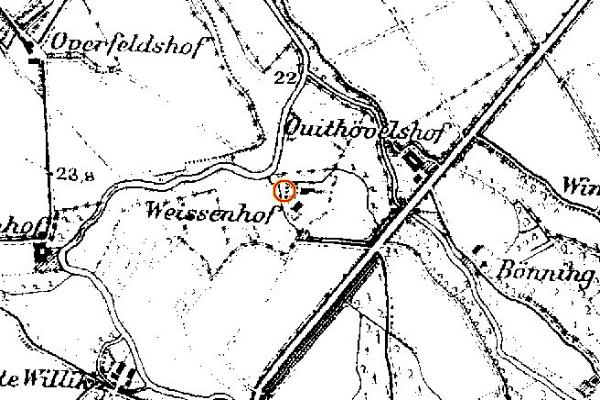
Der Weysenhof auf der Neuaufnahme 1892
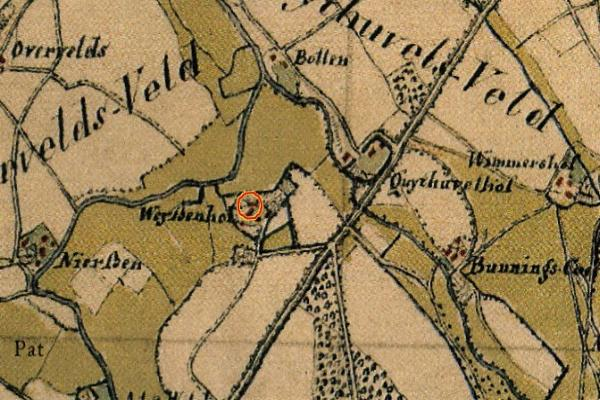
Der Weysenhof auf der Tranchotkarte 1802